# David Heaton

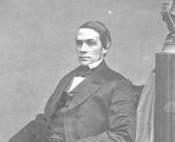
David Heaton

David Heaton (* 10. März 1823 in Hamilton, Ohio; † 25. Juni 1870 in Washington, D.C.) war ein US-amerikanischer Politiker. Zwischen 1868 und 1870 vertrat er den Bundesstaat North Carolina im US-Repräsentantenhaus.

## Leben
David Heaton besuchte die öffentlichen Schulen seiner Heimat. Nach einem anschließenden Jurastudium und seiner Zulassung als Rechtsanwalt begann er in diesem Beruf zu arbeiten. Gleichzeitig schlug er eine politische Laufbahn ein. 1855 wurde er in den Senat von Ohio gewählt. Im Jahr 1857 zog er in das heute zu Minneapolis gehörende St. Anthony Falls in Minnesota. Zwischen 1858 und 1863 saß er im dortigen Staatssenat. Politisch war Heaton Mitglied der 1854 gegründeten Republikanischen Partei. 1863 wurde er Mitarbeiter des Bundesfinanzministeriums. In dieser Eigenschaft wurde er nach New Bern im von Unionstruppen besetzten North Carolina entsandt. In den folgenden Jahren blieb er in diesem Staat.
1867 nahm Heaton als Delegierter an einer Versammlung zur Überarbeitung der Verfassung seines neuen Heimatstaates teil. Nach der Wiederzulassung North Carolinas zur Union wurde er im zweiten Wahlbezirk in das US-Repräsentantenhaus in Washington gewählt, wo er am 15. Juli 1868 sein neues Mandat antrat. Nach einer Bestätigung bei den regulären Kongresswahlen des Jahres 1868 konnte er bis zu seinem Tod am 25. Juni 1870 im Kongress verbleiben. Zum Zeitpunkt seines Todes war er bereits für die folgenden Kongresswahlen zur Wiederwahl nominiert. David Heaton war Vorsitzender des Ausschusses für Münzen, Gewichte und Maße.